# Wildemansbrug
De Wildemansbrug is een vaste brug in de Noord-Hollandse stad Haarlem. De brug overspant de Bakenessergracht en is gelegen in de buurt de Bakenes in de wijk Oude Stad. De brug ligt in de kade van de rivier het Spaarne. Bij de brug loopt de straat het Donkere Spaarne over in de straat het Spaarne.
De brug is de meest zuidelijke overspanning van de drie overspanningen van de Bakenessergracht. De twee andere overspanningen zijn van zuid naar noord: de Begijnebrug en de Korte Jansbrug.
Net ten zuidwesten van de brug land de Gravestenenbrug die het Spaarne overspant aan.
De eerste vermelding van de brug dateert uit de Thesauriers 1532-‘33 toen er gesproken werd over de Cortte brugge aen de Wildeman. De naam Wildemansbrug werd voor het eerst vermeld in de Verponding van 1650. De brug is vernoemd naar het voormalige woonhuis De Wildeman op de hoek Bakenessergracht en Donkere Spaarne. Het huidige pand, een rijksmonument dateert uit begin 19e eeuw.

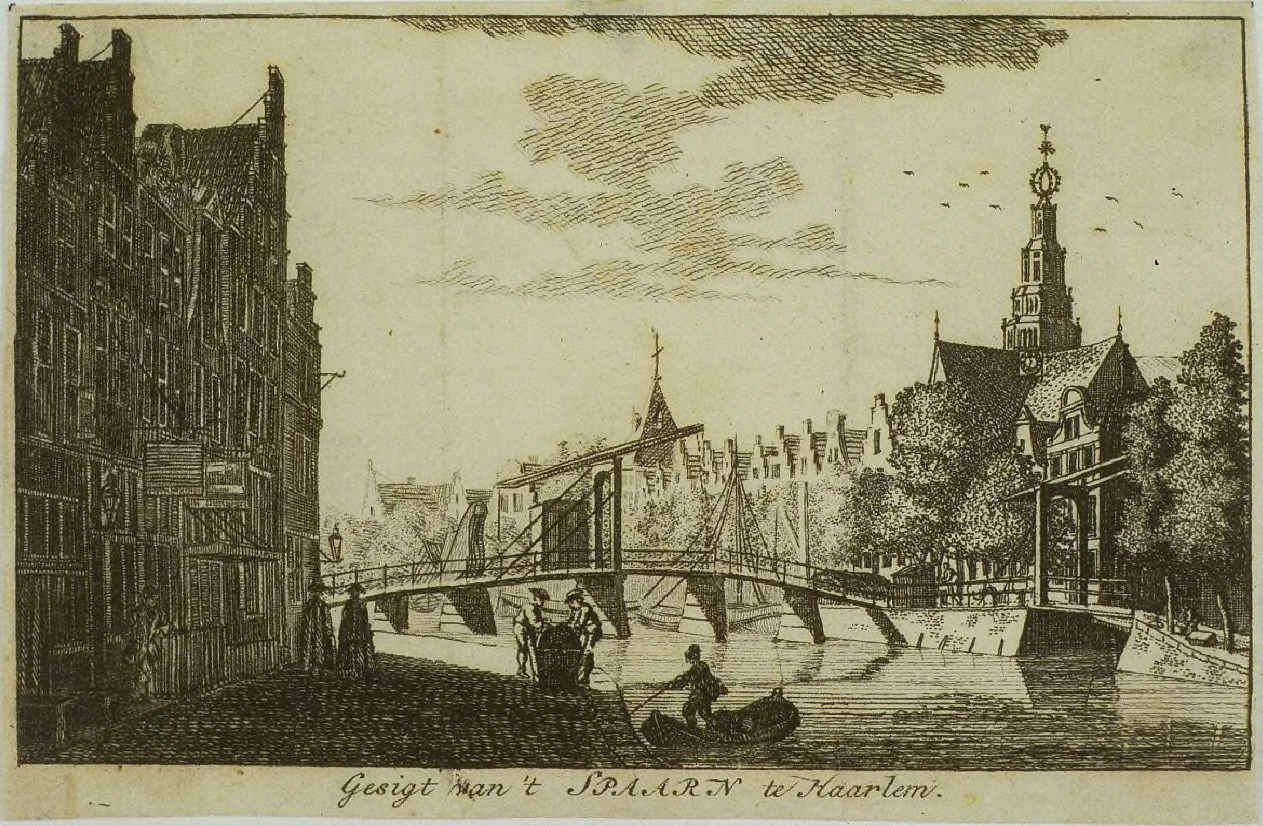
Het Spaarne, met rechts de Wildemansbrug omstreeks 1750

Op een prent van omstreeks 1750 is de brug te zien in de vorm van een ophaalbrug. Later is deze uitgevoerd als een vaste brug. De Wildemansbrug is omstreeks 1962, net zoals de andere bruggen over de gracht in de jaren 60 in zijn geheel vervangen. De plaatbrug is bij deze renovatie vervangen door een historiserende boogbrug.